# یک خانه همسفر
یک خانه همسفر نام سریال طنز ایرانی به نویسندگی، تهیه‌کنندگی و کارگردانی سپهر محمدی و محصول سال ۱۳۸۱ است. این سریال ۱۰ قسمتی برای اولین بار در آذرماه ۱۳۸۱ از شبکه پنج صدا و سیمای ایران پخش شد.

## خلاصه داستان
داستان اصلی سریال یک خانه همسفر دربارهٔ خانواده‌ای است شامل پدر، مادر و ۲ فرزند دوقلو. پدر خانواده، سردبیر یک روزنامه است، مادر خانواده مجری تلویزیون است و اغلب مردم او را می‌شناسند. پسر خانواده دانشجوی دندانپزشکی است. او زبان حیوانات را به‌خوبی می‌فهمد و با آن‌ها گفتگو می‌کند. خواهرش دانشجوی رشتهٔ عروسک‌سازی است و عروسک‌های ساخت دست خود را برای فروش در بازار عرضه می‌کند…

## بازیگران
بازیگران اصلی سریال:
- عارف لرستانی
- اسماعیل محرابی
- مهوش صبرکن
- سامیه صادقی
- کاظم هژیزآزاد
- جعفر بزرگی
- میرصلاح حسینی
- مینا نوروزی
- محمدشیری
- فریده دریامج[۴]